# Sportpaardenstamboek
Een sportpaardenstamboek is een stamboek dat erop gericht is een paard te fokken dat zo goed mogelijk presteert in de paardensport. Paarden moeten aan bepaalde voorwaarden voldoen voor ze ingeschreven kunnen worden en er worden alleen hengsten goedgekeurd voor het dekken van merries die bewezen hebben goed te presteren in de sport.
Dit soort paardenstamboek noemt men een 'open stamboek'. Dat wil zeggen dat er minder op  afstamming en uiterlijke kenmerken wordt gelet dan op gebleken geschiktheid voor prestaties in de topsport en voor vererving van sportief talent. 

## Stamboeken
- BWP (Belgisch Warmbloed Paardenstamboek)
- KWPN (Koninklijk Warmbloed Paardenstamboek Nederland)
- NRPS (Nederlands Rijpaarden en Pony Stamboek)
- AES (Anglo European Studbook)
- Studbook Zangersheide